# 黄秀玲
黄秀玲（1970年9月—），女，汉族，山东单县人，中华人民共和国政治人物、中国农工民主党党员，第十二届全国人民代表大会山东地区代表。第九届山东省人大代表，第十届山东省政协委员，第十二届全国人大代表，第十一届全国青联委员。

## 生平
1970年9月生于单县。1988年9月至1990年7月，在曲阜师范大学化学系化工专业学习。1990年7月参加工作，任菏泽地区单县环保局办事员、科员。1996年1月至2001年2月，任菏泽地区单县聂付庄乡副乡长 （其间：1997年9月至2000年1月在省委党校业余本科班经济管理专业学习）。2001年2月起，先后担任菏泽市单县浮岗镇副镇长、菏泽市监察局副局长、菏泽市环保局局长，其间2004年9月至2007年6月在省委党校在职研究生班经济管理专业学习。2008年1月起，历任菏泽市副市长、农工党菏泽市委主委、政协第十五届菏泽市委员会副主席，农工党菏泽市委主委。2011年12月加入农工党。